# توپ هاکی (پاک هاکی)

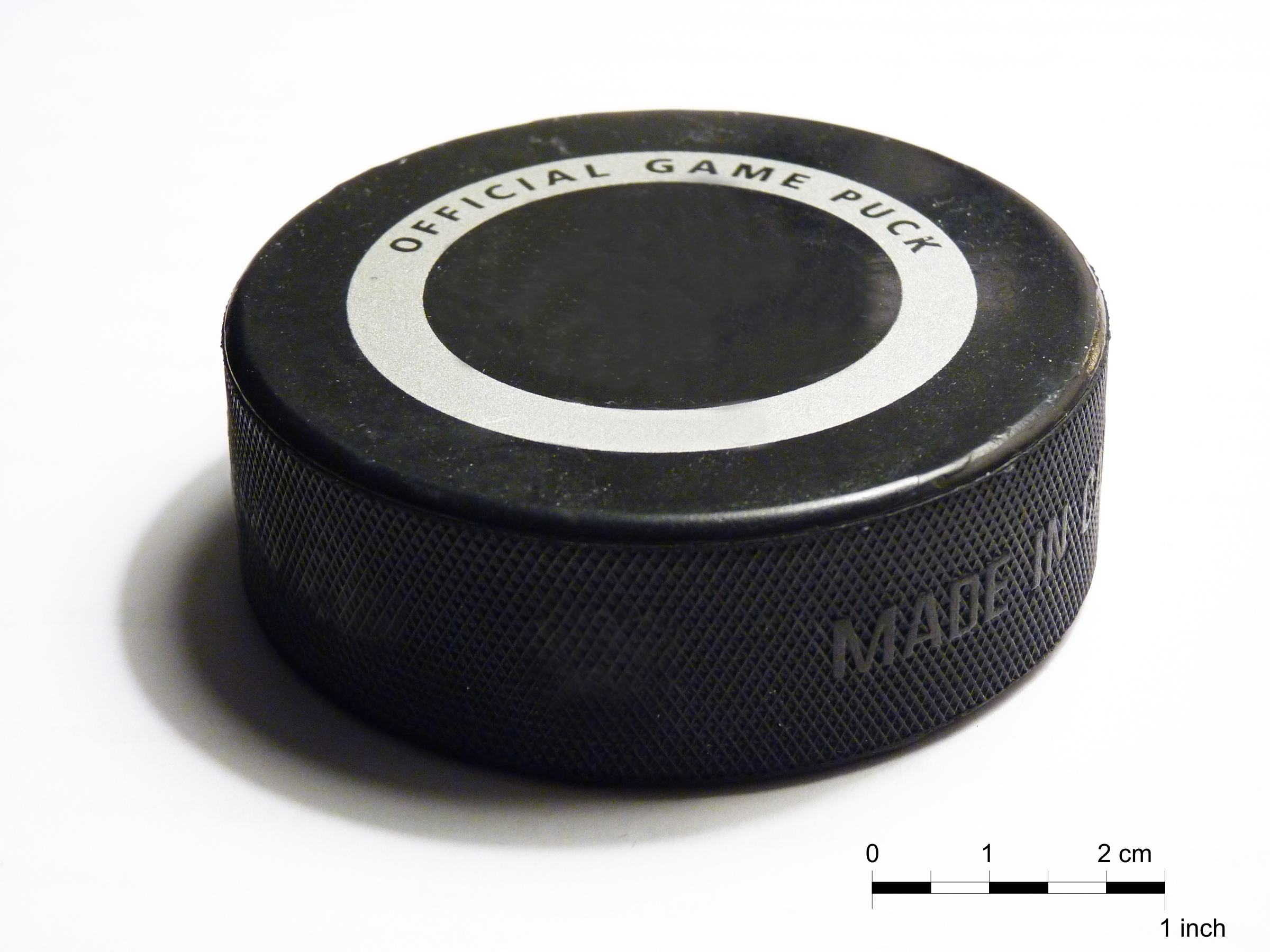
یک توپ هاکی استاندارد

توپ هاکی یا هاکی پاک (به انگلیسی: Hockey puck)، دیسک ساخته‌شده از لاستیک ولکانیزه است که از لحاظ کارکردی در بازی عملکردی مشابه توپ در ورزش‌های دیگر دارد. شناخته‌شده‌ترین استفاده از هاکی پاک در هاکی روی یخ، رولر هاکی و اینلاین هاکی است. همچنین از آن تحت عنوان «توپ مسطح» یاد شده‌است. هاکی روی یخ و بازی‌های مشابه آن تا اواخر قرن ۱۹ از توپ استفاده می‌کردند. در دهۀ ۱۸۷۰، «توپ مسطح» از چوب و یا لاستیک ساخته می‌شد و در ابتدا فرم مربعی داشت. اولین بار در بازی‌های سازمان‌یافتۀ ثبت‌شدۀ هاکی روی یخ از یک توپ مسطح چوبی استفاده شد تا مانع از خارج‌شدن آن از زمین بازی شود. توپ‌های مسطح لاستیکی ابتدائی با تراشیدن و خلال‌کردن یک توپ لاستیکی گرد ساخته می‌شدند و سپس به شکل مربع درمی‌آمدند.